# Бунтон (селище, Нью-Джерсі)
Бунтон (англ. Boonton) — місто (англ. town) в США, в окрузі Морріс штату Нью-Джерсі. Населення — 8815 осіб (2020).

## Географія
Бунтон розташований за координатами 40°54′14″ пн. ш. 74°24′23″ зх. д. / 40.90389° пн. ш. 74.40639° зх. д. (40.903818, -74.406369).  За даними Бюро перепису населення США в 2010 році місто мало площу 6,49 км², з яких 6,05 км² — суходіл та 0,44 км² — водойми.

## Демографія
Згідно з переписом 2010 року, у місті мешкало 8347 осіб у 3235 домогосподарствах у складі 2114 родин. Було 3398 помешкань
Расовий склад населення:
| - 78,8 % — білих - 10,1 % — азіатів - 4,8 % — чорних або афроамериканців - 0,3 % — корінних американців - 2,8 % — осіб інших рас |

До двох чи більше рас належало 3,2 %. Частка іспаномовних становила 11,0 % від усіх жителів.
За віковим діапазоном населення розподілялося таким чином: 21,2 % — особи молодші 18 років, 65,6 % — особи у віці 18—64 років, 13,2 % — особи у віці 65 років та старші. Медіана віку мешканця становила 39,4 року. На 100 осіб жіночої статі у місті припадало 101,5 чоловіків;  на 100 жінок у віці від 18 років та старших — 100,6 чоловіків також старших 18 років.
Середній дохід на одне домашнє господарство  становив 103 452 долари США (медіана — 90 326), а середній дохід на одну сім'ю — 117 987 доларів (медіана — 102 431). Медіана доходів становила 64 135 доларів для чоловіків та 51 027 доларів для жінок. За межею бідності перебувало 5,6 % осіб, у тому числі 5,6 % дітей у віці до 18 років та 8,2 % осіб у віці 65 років та старших.
Цивільне працевлаштоване населення становило 4823 особи. Основні галузі зайнятості: освіта, охорона здоров'я та соціальна допомога — 22,8 %, роздрібна торгівля — 15,0 %, науковці, спеціалісти, менеджери — 14,9 %.